# Којот
Којот (лат. Canis latrans — „пас који лаје“) је члан породице паса и сродник је домаћег пса. Којоти живе у Северној Америци и неким деловима централне Америке. Могу бити организовани у малим чопорима, али најчешће лове сами. Којоти живе између 6 и 10 година. Назив којот (енгл. coyote) потиче од речи из наватл језика (нaвт. cóyotl, изговор: //).

## Опис
Мужјаци којота у просеку теже 8—20 kg (18—44 lb), а женке у просеку имају 7—18 kg (15—40 lb), мада тежина географски варира. Северна подврста, са просеком од 18 kg (40 lb), има тенденцију да буде већа од јужне подврсте у Мексику, чији је просек 11,5 kg (25 lb). Дужина тела се у просеку креће од 1,0 до 1,35, а дужина репа је 40 cm (16 in), при чему су женке мање у погледу дужине и висине тела. Највећи забележени којот је био мужјак који је убијен у близини Афтана у Вајомингу, 19. новембра 1937. године, који је био дуг 1,5 m од носа до корена репа, и који је тежио 34 kg (75 lb). Мирисне жлезде се налазе на горњој страни корена репа и плавкасто су црне боје.
Боја и текстура којотовог крзна донекле географски варира. Превладавајућа боја длаке је светлосива и црвена или жућкастосмеђа, испреплетена по телу са црном и белом. Којоти који живе на високим надморским висинама имају више црних и сивих нијанси од оних у пустињи, који су више жућкастосмеђи или белкасто-сиви. Којотово крзно састоји се од кратких, меких доњих длака и дугих, грубих заштитних длака. Крзно северне подврсте је дуже и гушће него код јужних форми, с тим да је крзно неких мексичких и централноамеричких форми готово хировито (чекињасто). Генерално, одрасли којоти (укључујући хибриде са вуковима) имају тамнију боју длаке, тамну боју крзна младунчади, разбарушени реп с активном супракодалном жлездом и белу маску лица. Албинизам је изузетно редак код којота; од укупно 750 000 којота које су убили федерални и кооперативни ловци између 22. марта 1938. и 30. јуна 1945, само су два албина.
Којот је типично мањи од вука, али има дуже уши и релативно већу лобању, као и ужи оквир, лице и њушку. Мирисне жлезде су мање него код вука, али су исте боје. Варијација боје крзна много је мање разнолика од вука. Којот такође држи свој реп према доле када трчи или хода, а не хоризонтално као што то чини вук.
Трагови којота се могу разликовати од пасјих по његовом издуженом, мање заобљеном облику. За разлику од паса, горњи очњаци којота протежу се изван .

## Списак подврста којота
Описано је 19 подврста којота, али је таксономска валидност ових подврста под знаком питања
- мексички којот (лат. Canis latrans cagottis)
- којот Светог мученика Педра (Canis latrans clepticus)
- салвадорски којот (Canis latrans dickeyi)
- југоисточни којот (Canis latrans frustor)
- којот са Белизеа (Canis latrans goldmani)
- којот из Хондураса (Canis latrans hondurensis)
- дуранго којот (Canis latrans impavidus)
- северни којот (Canis latrans incolatus)
- којот са острва Тибурон (Canis latrans jamesi)
- преријски којот (Canis latrans latrans)
- планински којот (Canis latrans lestes)
- Меарнсов којот (Canis latrans mearnsi)
- којот доњег дела долине Рио Гранда (Canis latrans microdon)
- којот калифорнијске долине (Canis latrans ochropus)
- којот са полуострва (Canis latrans peninsulae)
- којт тексашких прерија (Canis latrans texensis)
- североисточни којот (Canis latrans thamnos)
- северозападни обалски којот (Canis latrans umpquensis)
- колима којот (Canis latrans vigilis)

## Угроженост
Којот је једна од ретких животиња код којих постоји тренд повећања бројности популација. Којоти су заузели сва станишта Северне Америке, која су раније насељавали вукови, а повећање ареала је потпомогнуто људским мењањем природних станишта. Густине популација се крећу од 0,01–0,09 јединки/km2 зими на Јукону до 2,3 јединке/km2 током лета у Тексасу